# Gotham City
Gotham City is een fictieve stad uit de strips van DC Comics. De stad is vooral bekend als de stad waarin de superheld Batman het meest actief is. Gotham City komt derhalve in de strips en alle andere media van Batman voor. 

## Oorsprong van de naam
Schrijver Bill Finger heeft verteld dat hij een fictieve naam zocht voor de stad in zijn strips zodat iedereen in elke stad zich er mee kon identificeren. Na verschillende namen te hebben overwogen, bladerde hij door de telefoongids van de stad New York. Toen zijn oog viel op de naam Gotham Jewelers, zei hij: "That's it, Gotham City".
Gotham is een oude bijnaam voor de stad New York, en dan specifiek voor Manhattan. Deze bijnaam uit de 19e eeuw verwees naar het Engelse dorp Gotham dat volgens de folklore bewoond zou zijn door gekken.

## Geschiedenis
Een mogelijke geschiedenis van Gotham City werd bedacht door Alan Moore. Volgens zijn verhaal is Gotham in 1635 gesticht door een Noorse huursoldaat. De stad werd later overgenomen door de Britten. Tijdens de Amerikaanse Onafhankelijkheidsoorlog was Gotham het toneel van een grote veldslag.

## Geografie en architectuur
Gotham wordt vaak vergeleken met New York omdat het er grotendeels op gebaseerd is. De eerste verhalen van Batman speelden zich dan ook in New York af, en de naam Gotham City werd pas later geïntroduceerd. Net als New York is Gotham een grote stad vol wolkenkrabbers, maar de stad heeft wel zijn eigen architectuur en bouwstijl. Oorspronkelijk werd de stad vooral gekenmerkt door een art-deco-architectuur. In 1999 besloot DC Comics dit imago echter te moderniseren via een verhaallijn waarin Gotham door een zware aardbeving grotendeels wordt verwoest en daarna herbouwd met een mix van jaren 40, hedendaagse, en futuristische bouwstijlen.
Gothams geografische ligging is in de loop der jaren voortdurend veranderd, aangezien elke schrijver wel zijn eigen idee hierover heeft. In een aantal verhalen ligt Gotham aan een groot meer genaamd “Lake Gotham”. De meeste verhalen plaatsen Gotham echter aan de oostkust van de Verenigde Staten.
Kaarten van Gotham zijn vaak te zien geweest in de strips. Deze kaarten gebruiken vaak New York (Manhattan), Chicago, Vancouver en andere grote steden als basis.
Gotham heeft banden met Metropolis, de thuisstad van Superman. De afstand tussen de twee steden varieert eveneens per strip. In sommige verhalen zijn het buursteden, terwijl ze in andere verhalen honderden kilometers uiteen liggen.
In het DC Universum is Gotham over het algemeen een groot economisch centrum binnen de Verenigde Staten. De belangrijkste industrieën van de stad zijn verschillende fabrieken, een haven en kunst. De stad heeft veel musea, winkels en juweliers.

## Criminaliteit en helden
In de meeste Batman-verhalen is Gotham geregeld het doelwit van criminaliteit en wordt daarom beschouwd als een zeer onveilige stad. Deze criminaliteit bestaat uit zowel gewone criminelen (zoals inbrekers en straatbendes) als superschurken. De politie van Gotham is in veel incarnaties erg corrupt.
De bekendste held uit Gotham is Batman, samen met zijn helpers Robin en Batgirl. Voor de Tweede Wereldoorlog werd Gotham al bewoond door een van de eerste Green Lanterns. Andere helden die in Gotham wonen of hebben gewoond zijn Jason Blood/Etrigan, Ragman, Black Canary, Plastic Man, The Question, Zatara en de antiheld Tommy Monaghan uit de serie Hitman.

## Bekende gebouwen

### Wayne Manor
Een groot landhuis net buiten de stad. Dit huis behoort toe aan Bruce Wayne, alias Batman. Onder het huis bevindt zich een grote grot die Bruce als hoofdkwartier gebruikt (de Batcave).

### Arkham Asylum
Een instelling voor psychisch gestoorde criminelen. Veel van Batmans vijanden zoals de Joker, Harley Quinn, de Riddler, Mad Hatter en Mr. Freeze hebben hier opgesloten gezeten. In de meeste versies wordt de inrichting neergezet als een vervallen, naargeestig gebouw.

### Wayne Enterprises
Een groot bedrijf in handen van Bruce Wayne, en een van de voornaamste bedrijven in Gotham. Wayne Enterprises kent vele takken zoals Wayne Technologies, Wayne Biotech, Wayne Foods, Wayne Shipping, Wayne Shipbuilding en Wayne Aerospace.

## In andere media
Gotham City komt voor in elke film en televisieserie over Batman. Maar net als in de strips ziet Gotham er in elke incarnatie anders uit.